# 东关街道 (宿州市)
东关街道，是中华人民共和国安徽省宿州市埇桥区下辖的一个乡镇级行政单位。

## 行政区划
东关街道下辖以下地区：
观李社区、大泽社区、铁路社区、马号社区、北苑社区和北元村。